# Clementine (réacteur)
Clementine était le premier réacteur nucléaire à neutrons rapides expérimental. Il se situait dans le laboratoire national de Los Alamos au Nouveau-Mexique. Le réacteur a été construit en 1946, peu après que Enrico Fermi propose le concept de surgénérateur en 1945. Le réacteur a fonctionné à partir de 1946 et a atteint sa puissance maximale en 1949. Le but du réacteur était la recherche pour la fabrication d'arme nucléaire mais des expériences ont aussi été menées pour étudier la faisabilité des surgénérateurs civils. Le réacteur a fonctionné de 1946 à 1952. Il a été arrêté en 1950 à cause d'un problème technique avec barres de commande et de calage ainsi qu'avec une barre d'uranium naturel. Il a ensuite poursuivi son activité jusqu'en 1952 où la rupture de la couverture d'un crayon ce qui a contaminé la boucle de refroidissement primaire avec du plutonium et des produits de fission. À la suite de cet incident, il a été considéré que le réacteur avait rempli ses objectifs et fut donc démantelé.

## Aspects technique
Le réacteur était alimenté avec du plutonium 239 et il était refroidi au mercure liquide[réf. souhaitée]. La puissance maximale de ce réacteur sera de 25 kWt. Le coeur était contenu dans un cylindre en acier doux de 117 cm de long, d'un diamètre intérieur de 15,2 cm et une paroi de 0,6 cm d'épaisseur. L'assemblage combustible mesurait 15 cm de diamètre et 14 cm de hauteur et contenait 55 éléments combustibles. Chaque élément combustible était composé de plutonium 239 en phase δ . Ils mesuraient chacun 1,64 cm de diamètre et 14 cm de long. Les éléments combustibles étaient revêtus d'acier au carbone ordinaire de 0,5 millimètre d'épaisseur. Le coeur était situé au bas du cylindre en acier.
Le mercure était mis en circulation à travers le coeur et vers un échangeur de chaleur mercure-eau à un débit maximum de 0,15 litre par seconde.
Le cœur du réacteur était enveloppé d'une série de réflecteurs de neutrons et de structures de blindage :
- Une couche cylindrique d'uranium naturel de 15 cm d'épaisseur entourant immédiatement le cœur. Cette couverture était ouverte en haut et en bas et pouvait être déplacée de haut en bas.
- Un réflecteur en acier de 15,2 cm d'épaisseur et 10 cm de plomb.
- La majeure partie du réacteur était entourée de multiples tôles d'acier et de plastique au bore. L'ensemble de cet assemblage était entouré et soutenu par une épaisse coque en béton qui offrait un blindage supplémentaire.

## Sources et références
1. ↑  (en) Whitney Spivey, « Cultivating Clementine », Lanl,‎ 8 novembre 2020, p. 1 (lire en ligne)
2. ↑  (en) Merle  E.  Bunker, « Early ReactorsFrom Fermi’s Water Boilerto Novel Power Prototypes », Article,‎ 8 novembre 2020, p. 8 (lire en ligne)